# Cache (Utah)
Avon – jednostka osadnicza w Stanach Zjednoczonych, w stanie Utah, w hrabstwie Cache.